# Henrik Christiansen (Eisschnellläufer)

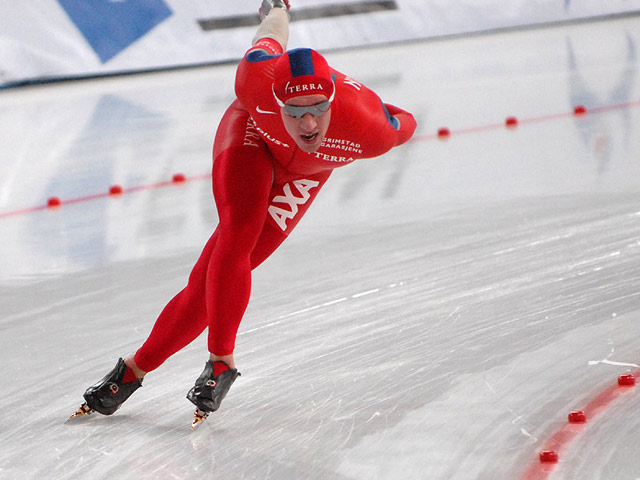
Henrik Christiansen beim Eisschnelllauf-Weltcup 2007/08 in Hamar

Henrik Christiansen (* 10. Februar 1983 in Bærum) ist ein ehemaliger norwegischer Eisschnellläufer.

## Leben
Henrik Christiansen debütierte 2003 bei seinem Heimweltcup in Hamar. Er ist ein Allrounder, der von 500 bis 10.000 Meter alle Strecken läuft. Seine größten Erfolge feierte er in der Mannschaft. So wurde er bei den Juniorenweltmeisterschaften 2002 in Collalbo Zehnter mit dem Team.
Im Eisschnelllauf-Weltcup lief er im Team im November 2006 in Berlin auf den zweiten Rang. Nach seinen Siegen in Salt Lake City und Heerenveen konnte er im Teamlauf des Eisschnelllauf-Weltcup 2009/10 den Gesamtsieg feiern. Christiansen schloss in der Einzelwertung auf Platz 7 ab. Im Teamwettbewerb des Eisschnelllauf-Weltcups 2010/11 erreichte er in Berlin erst einen zweiten und anschließend in Hamar einen dritten Platz. Das norwegische Team wurde in dieser Disziplin in diesem Jahr Weltcupsieger. Bis zu seinem Karriereende 2011 nahm Christiansen am Eisschnelllauf-Weltcup und verschiedenen Einzelstreckenweltmeisterschaften teil.
2010 nahm er an den Eisschnelllauf-Mehrkampfeuropameisterschaft und den Olympischen Winterspielen in Vancouver teil.

## Persönliche Bestzeiten Eisschnelllauf
| Distanz  | Zeit     | Datum      | Ort                 |
| -------- | -------- | ---------- | ------------------- |
| 500 m    | 37,19    | 12.02.2011 | Calgary, Kanada     |
| 1000 m   | 1:11,50  | 24.03.2006 | Calgary, Kanada     |
| 1500 m   | 1:46,33  | 18.02.2011 | Salt Lake City, USA |
| 3000 m   | 3:47,04  | 3.11.2007  | Salt Lake City, USA |
| 5000 m   | 6:15,41  | 12.12.2009 | Salt Lake City, USA |
| 10.000 m | 13:15,42 | 19.02.2011 | Salt Lake City, USA |

## Teilnahmen an Weltmeisterschaften und Olympischen Winterspielen (Auswahl)

### Olympische Spiele
- 2010 Vancouver: 4. Platz Teamverfolgung, 8. Platz 5000 m, 7. Platz 10.000 m

### Einzelstrecken-Weltmeisterschaften
- 2008 Nagano: 10. Platz 5000 m, 6. Platz Teamverfolgung
- 2009 Richmond: 5. Platz Teamverfolgung
- 2011 Inzell: 9. Platz 10.000 m

### Mehrkampf-Weltmeisterschaften
- 2010 Heerenveen: 7. Platz Großer-Vierkampf

## Weltcupsiege im Team
| Nr. | Datum             | Ort               |
| --- | ----------------- | ----------------- |
| 1.  | 3. Februar 2008   | Baselga di Pinè 1 |
| 2.  | 13. Dezember 2009 | Salt Lake City 2  |
| 3.  | 14. März 2010     | Heerenveen 2      |